# Yolanda Rayo
Ibeth Yolanda Rayo Sánchez  (Bogotá, 29 de marzo de 1968) es una cantante y actriz colombiana.
Rayo fue nominada al Latin Grammy en 2001 por Mejor Canción escrita para un medio audiovisual por la milonga "Se dice de mí", compuesta por  Ivo Pelay y tema principal de la exitosa telenovela colombiana Yo soy Betty, la fea.
En febrero de 2001 representó a Colombia en el festival de la canción de viña del mar con su tema musical nuevo día, en el año 2004, 2008, 2010 repetiría su labor de jurado tanto en el ámbito folclórico e internacional

## Biografía
Desde niña le gustaba y sabía cantar, en el colegio la elogiaban con la frase "Tienes voz de negra, a pesar de ser blanca". Hace diez años empezó con la Orquesta Los Exclusivos de Álex, A partir de ese momento las puertas se empezaron a abrir; luego pasaría a otras agrupaciones como Chucho Nuncira y la Fuerza Mayor, La Orquesta Yajé, Juancho Torres y Los Diablos del Caribe. Cerró su ciclo de orquestas en el Grupo Fuego.
Después de este recorrido, decidió lanzarse como solista y fue el momento en que grabó Metamorfosis, un homenaje a Celia Cruz y a Celina González. Este disco le abrió puertas no sólo en nuestro país, sino en Estados Unidos.
La segunda producción se denominó Yolanda Rayo, donde la totalidad del disco eran temas inéditos y cuyo sencillo principal fue: Voy a Ganarme tu Amor, este álbum le permitió a la cantante colombiana visitar por primera vez Perú en el Festival de la Cerveza Cusqueña en el Cusco. 
La tercera producción se tituló: Se Dice de Mí, de la telenovela Colombiana, Yo Soy Betty la Fea, fue un éxito en toda Latinoamérica.En este disco aprovechó y mostró su faceta como compositora, el cual se estrenó con el tema , Vamos a Celebrar, en el que expresó su forma de ver y sentir la Navidad.
Con este álbum, y su tema, Se dice de Mí, Yolanda se presentó en Estados Unidos, Perú, Ecuador, Puerto Rico, Canadá, Costa Rica, Panamá, Venezuela y Chile. 
Su cuarta producción Tiempos Mejores presentó un estilo más personal y con un repertorio de 10 temas inéditos, complementado por la canción, Pecado, que es la cuota romántica del disco. Siguiendo con su búsqueda artística, en la producción Yolanda Rayo se involucró con los ritmos propios de Colombia, los que se habían convertido en su pasión musical.

## Discografía
- Metamorfosis (1996) (Discos Fuentes)
- Yolanda Rayo (1999) (Sonolux)
- Dicen Por Ahí Que Soy Fea (2000) (Sonolux/RCN)
- Yo Soy Betty, La Fea (2000)
- Tiempos Mejores (2001) (Sonolux)

## Premios y reconocimientos
- Ganador del Año en el concurso de talentos "Exitosos# en la televisión RCN (Bogotá)
- Mejor Cantante del año en "LA NUEVA ESTRELLA DE LAS CANCIONES" de Jorge Barón Televisión.
- Mejor Actriz y Cantante en 1997 ( Bogotá)
- Nominada a la entrega de los premios TV y NOVELAS como artista revelación del año 1997 (Bogotá)
- Premio Novela TV 1997
- Premio a la ARTISTA REVELACION de la Asociación Colombiana de Locutores. 1997.
- Ganadora del premio especial TV y NOVELAS a la Artista del Nuevo Milenio en 1999.
- Nominada al Latin Grammy 2001 en la categoría Mejor Canción Escrita Para Un Medio Audiovisual por Se dice de mí para Yo soy Betty, la fea[cita requerida]